# Cambarellus zacapuensis
El acocil de Zacapu (Cambarellus zacapuensis) también conocido como camaroncito reculador zacapense es una especie de pequeño crustáceo decápodo de la familia Cambaridae endémico de la cuenca del Río Angulo, observado principalmente en la Laguna de Zacapu.

## Descripción
El acocil de Zacapu es una especie morfológicamente muy similar al acocil de Chapala (Cambarellus chapalanus). Los machos de C. zacapuensis tienen una longitud media de 26 milímetros, con un cefalotórax de 12 milímetros de largo y 5.5 milímetros de ancho, mientras que las hembras tienen una longitud media de 32 milímetros, con un cefalotórax de 14.5 milímetros de largo y 7 milímetros de ancho. El C. zacapuensis tiene el cuerpo pigmentado, ojos bien desarrollados y un rostro con espinas marginales. Su caparazón carece de espina cervical y de espina branquioestegal.

## Estado de conservación y hábitat
El acocil de Zacapu se encuentra principalmente en la Laguna de Zacapu y en algunos drenes de ésta como el Río Angulo. Suele ser encontrado a poca profundidad, entre raíces sumergidas y en el sustrato acuático. La Laguna de Zacapu es el hogar de otras tres especies endémicas: Achoque purépecha, carpita de la Laguna de Zacapu y tiro de Zacapu.
La introducción de especies invasoras como la carpa común y la carpa herbívora representan una potencial amenaza para la población de Cambarellus zacapuensis, así como ha pasado para otras especies del género Cambarellus en otros lugares. La explotación de los recursos hídricos de su hábitat por parte de la acción humana también representa una amenaza para el pequeño crustáceo, por lo que se podría considerar en peligro bajo los criterios de la UICN.